# Arctia signata
Arctia signata är en fjärilsart som beskrevs av Arnold Spuler 1906. Arctia signata ingår i släktet Arctia och familjen björnspinnare. Inga underarter finns listade i Catalogue of Life.